# 小行星4963
小行星4963（英語：4963 Kanroku）是一颗围绕太阳公转的小行星。1977年2月18日，香西洋树、古川麒一郎在木曾町发现了此天体。
这颗小行星的绝对星等为301.88520等。